# Reptile
Reptile je sólové studiové album anglického hudebníka Erica Claptona. Vydíno bylo 13. března roku 2001 společností Reprise Records a jeho producentem byl spolu s Claptonem Simon Climie. V americké hitparádě Billboard 200 se umístilo na páté příčce. V mnoha dalších zemích se také dostalo do první dvacítky. V několika zemích se stalo zlatým.

## Seznam skladeb
| Pořadí | Název                          | Autor                                             | Délka |
| ------ | ------------------------------ | ------------------------------------------------- | ----- |
| 1.     | Reptile                        | Eric Clapton                                      | 3:26  |
| 2.     | Got You on My Mind             | Joe Thomas, Howard Briggs                         | 4:30  |
| 3.     | Travelin' Light                | JJ Cale                                           | 4:17  |
| 4.     | Believe in Life                | Eric Clapton                                      | 5:05  |
| 5.     | Come Back Baby                 | Ray Charles                                       | 3:55  |
| 6.     | Broken Down                    | Simon Climie, Dennis Morgan                       | 5:25  |
| 7.     | Find Myself                    | Eric Clapton                                      | 5:15  |
| 8.     | I Ain't Gonna Stand for It     | Stevie Wonder                                     | 4:49  |
| 9.     | I Want a Little Girl           | Murray Mencher, Billy Moll                        | 2:58  |
| 10.    | Second Nature                  | Eric Clapton, Simon Climie, Dennis Morgan         | 4:48  |
| 11.    | Don't Let Me Be Lonely Tonight | James Taylor                                      | 4:47  |
| 12.    | Modern Girl                    | Eric Clapton                                      | 4:49  |
| 13.    | Superman Inside                | Eric Clapton, Doyle Bramhall II, Susannah Melvoin | 5:07  |
| 14.    | Son & Sylvia                   | Eric Clapton                                      | 4:43  |

## Obsazení
- Eric Clapton – zpěv, kytara
- Steve Gadd – bicí
- Billy Preston – varhany, klavír. melodika
- Nathan East – baskytara
- Doyle Bramhall II – kytara
- Pino Palladino – baskytara
- Andy Fairweather-Low – kytara
- Tim Carmon – klavír, varhany, syntezátor
- Paul Carrack – klávesy, elektrické piano, varhany
- Paul Waller – programování bicích
- The Impressions – doprovodné vokály
- Joe Sample – elektrické piano
- Paulinho da Costa – perkuse
- Nick Ingman – aranžmá smyčců